# Reprezentacja Rumunii na Mistrzostwach Świata w Narciarstwie Klasycznym 2009
Reprezentacja Rumunii na Mistrzostwach Świata w Narciarstwie Klasycznym 2009 liczyła 2 sportowców. Najlepszym wynikiem było 55. miejsce (Paul Constantin Pepene) w biegu mężczyzn na 30 km.

## Medale

### Złote medale
Brak

### Srebrne medale
Brak

### Brązowe medale
Brak

## Wyniki

### Biegi narciarskie mężczyzn
Sprint
- Paul Constantin Pepene - 79. miejsce (odpadł w kwalifikacjach)

Bieg na 15 km
- Paul Constantin Pepene - 64. miejsce

Bieg na 30 km
- Paul Constantin Pepene - 55. miejsce

### Biegi narciarskie kobiet
Sprint
- Mónika György - 69. miejsce (odpadła w kwalifikacjach)

Bieg na 10 km
- Mónika György - 65. miejsce

Bieg na 15 km
- Mónika György - 63. miejsce